# نئوترامایسین

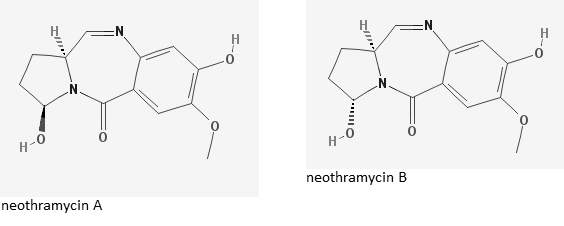
نئوترامایسین A و B

نئوترامایسین A و B(به انگلیسی: Neothramycin A and B) ایزومرهای فضایی با خاصیت آنتی بیوتیکی و ضد سرطان هستند. این ایزومرها در محلول آبی قابل تبدیل به یکدیگر هستند و آنتی بیوتیک نوترامایسین به طور مساوی حاوی مقادیری از هر دو ایزومر است.